# Außerrechnungsmäßiger Zins
Wird bei der Sparanlage der Beiträge ein höherer als der garantierte Ertrag (rechnungsmäßiger Zins) erwirtschaftet, was bei den deutschen Lebensversicherungsunternehmen regelmäßig der Fall ist, so handelt es sich bei dem die rechnungsmäßigen Zinsen übersteigenden Betrag um außerrechnungsmäßige Zinsen.
Für Rentenversicherungen wird diese Gewinnbeteiligung auch Überschussbeteiligung genannt. Die Überschussbeteiligung wird vom Versicherer gegenüber dem Versicherungsnehmer vertraglich zugesagt. Die Gewinnanteile enthalten insoweit außerrechnungsmäßige Zinsen, als sie den Anteil der zurückerstatteten Verwaltungs- und Risikoanteile des Beitrags und deren Verzinsung übersteigen. Regelmäßig erfolgt die laufende Gewinnbeteiligung in der Weise, dass der versicherten Rente eine "Bonus-Rente" zugeschlagen wird, ohne dass hierfür weitere Beiträge entrichtet würden. Gelegentlich wird die Gewinnbeteiligung auch als Guthaben gesammelt und mit Fälligstellung der Versicherung an der Versicherungsnehmer ausgekehrt, bzw. zum Zwecke der Beitragsreduzierung verwandt.
Für Kapital-Lebensversicherungen sind überdies Kapitalerträge zu berücksichtigen, die nicht planmäßig für die Erfüllung der vertraglichen Leistungen (Todesfall des Versicherungsnehmers) benötigt werden.
Außerrechnungsmäßige Zinsen aus den Sparanteilen unterliegen der Einkommensteuer, wenn es sich um die Barauszahlung von Gewinnanteilen aus Kapital bildenden Versicherungen handelt. Für seit 2005 abgeschlossene Verträge gilt mit dem eingeführten Alterseinkünftegesetz überdies, dass Gewinnanteile dann zu voll zu versteuern sind, wenn der Versicherungsnehmer bei Abruf noch nicht das 60. Lebensjahr vollendet hat und kumulativ der Vertrag nicht mindestens eine Laufzeit von 12 Jahren aufwies. Sind diese beiden Kriterien erfüllt, greift das sog. Halbeinkünfteverfahren und es sind lediglich 50 % der Kapitalerträge zu versteuern.